# Lotta libera ai Giochi della XVII Olimpiade - Pesi piuma
La competizione della categoria pesi piuma (fino a 62 kg) di lotta libera dei Giochi della XVII Olimpiade si tenne dal 1º al 6 settembre 1960 presso la Basilica di Massenzio a Roma.

## Formato
A ogni incontro venivano assegnate le seguenti penalità:
- 0 = Al vincitore per schienata
- 1 = Al vincitore ai punti
- 2 = In caso di pareggio
- 3 = Allo sconfitto ai punti
- 4 = Allo sconfitto per schienata

Con sei penalità o più il lottatore veniva eliminato. I tre lottatori rimasti disputavano un torneo finale con i risultati acquisiti nel precedenti turni.

## Risultati
| Legenda                                  | Legenda |
| ---------------------------------------- | ------- |
| Lottatore con 6 penalità o più Eliminato |         |

### 1º Turno
Si è disputato il 1º settembre.
| Vincitore          | Pen. | Risultato  | Sconfitto               | Pen. |
| ------------------ | ---- | ---------- | ----------------------- | ---- |
| Jef Mewis          | 0    | Schienata  | Sunder Shiam            | 4    |
| Hans Marte         | 1    | Ai Punti   | Samuel Parker           | 3    |
| Mustafa Dağıstanlı | 1    | Ai Punti   | Erkki Penttilä          | 3    |
| József Kellermann  | 0    | Schienata  | Ernst Meinhard          | 4    |
| Vladimir Rubašvili | 0    | Schienata  | Mohamed K. Khorasani    | 4    |
| Louis Giani        | 0    | Schienata  | Angelo Gelsomini        | 4    |
| Stefanos Ioannidis | 0    | Schienata  | Gang Jeong-Ho           | 4    |
| Roberto Vallejo    | 2    | = Parità = | Ahmed Sayed Kasim       | 2    |
| Muhammad Akhtar    | 0    | Schienata  | Mohammad Ibrahim Kederi | 4    |
| Tamiji Sato        | 1    | Ai Punti   | Jan Żurawski            | 3    |
| Abe Geldenhuys     | 0    | Schienata  | Bert Aspen              | 4    |
| Stančo Kolev       | 0    | Schienata  | Christian Luschnig      | 4    |
| Georges Ballery    | 0    | Esentato   |                         |      |

### 2º Turno
Si è disputato il 2 settembre.
| Vincitore            | Pen. | Risultato  | Sconfitto               | Pen. |
| -------------------- | ---- | ---------- | ----------------------- | ---- |
| Jef Mewis            | 1    | Ai Punti   | Georges Ballery         | 3    |
| Mustafa Dağıstanlı   | 1    | Schienata  | Hans Marte              | 5    |
| Erkki Penttilä       | 4    | Ai Punti   | József Kellermann       | 3    |
| Vladimir Rubašvili   | 0    | Schienata  | Ernst Meinhard          | 8    |
| Mohamed K. Khorasani | 5    | Ai Punti   | Louis Giani             | 3    |
| Gang Jeong-Ho        | 5    | Ai Punti   | Angelo Gelsomini        | 7    |
| Ahmed Sayed Kasim    | 3    | Ai Punti   | Stefanos Ioannidis      | 3    |
| Roberto Vallejo      | 3    | Ai Punti   | Mohammad Ibrahim Kederi | 7    |
| Tamiji Sato          | 2    | Ai Punti   | Muhammad Akhtar         | 3    |
| Jan Żurawski         | 4    | Ai Punti   | Abe Geldenhuys          | 3    |
| Christian Luschnig   | 6    | = Parità = | Bert Aspen              | 6    |
| Stančo Kolev         | 0    | Esentato   |                         |      |
|                      |      | Ritirato   | Samuel Parker           |      |
|                      |      | Ritirato   | Sunder Shiam            |      |

### 3º Turno
Si è disputato il 3 settembre.
| Vincitore            | Pen. | Risultato | Sconfitto          | Pen. |
| -------------------- | ---- | --------- | ------------------ | ---- |
| Stančo Kolev         | 1    | Ai Punti  | Georges Ballery    | 6    |
| Jef Mewis            | 1    | Schienata | Hans Marte         | 9    |
| Mustafa Dağıstanlı   | 1    | Schienata | József Kellermann  | 7    |
| Vladimir Rubašvili   | 0    | Schienata | Erkki Penttilä     | 8    |
| Mohamed K. Khorasani | 5    | Schienata | Gang Jeong-Ho      | 9    |
| Louis Giani          | 4    | Ai Punti  | Ahmed Sayed Kasim  | 6    |
| Tamiji Sato          | 2    | Schienata | Roberto Vallejo    | 7    |
| Muhammad Akhtar      | 4    | Ai Punti  | Jan Żurawski       | 7    |
| Abe Geldenhuys       | 3    | Esentato  |                    |      |
|                      |      | Ritirato  | Stefanos Ioannidis |      |

### 4º Turno
Si è disputato il 5 settembre.
| Vincitore          | Pen. | Risultato | Sconfitto            | Pen. |
| ------------------ | ---- | --------- | -------------------- | ---- |
| Stančo Kolev       | 2    | Ai Punti  | Abe Geldenhuys       | 6    |
| Mustafa Dağıstanlı | 2    | Ai Punti  | Jef Mewis            | 4    |
| Muhammad Akhtar    | 5    | Ai Punti  | Vladimir Rubašvili   | 3    |
| Tamiji Sato        | 2    | Schienata | Mohamed K. Khorasani | 9    |
|                    |      | Ritirato  | Louis Giani          |      |

### 5º Turno
Si è disputato il 6 settembre.
| Vincitore          | Pen. | Risultato | Sconfitto       | Pen. |
| ------------------ | ---- | --------- | --------------- | ---- |
| Stančo Kolev       | 2    | Schienata | Jef Mewis       | 8    |
| Mustafa Dağıstanlı | 2    | Schienata | Muhammad Akhtar | 9    |
| Vladimir Rubašvili | 4    | Ai Punti  | Tamiji Sato     | 5    |

### 6º Turno
Si è disputato il 6 settembre.
| Vincitore          | Pen. | Risultato  | Sconfitto          | Pen. |
| ------------------ | ---- | ---------- | ------------------ | ---- |
| Stančo Kolev       | 3    | Ai Punti   | Vladimir Rubašvili | 7    |
| Mustafa Dağıstanlı | 4    | = Parità = | Tamiji Sato        | 7    |

### Turno finale
| Vincitore          | Pen. | Risultato | Sconfitto    | Pen. |
| ------------------ | ---- | --------- | ------------ | ---- |
| Mustafa Dağıstanlı |      | Ai Punti  | Stančo Kolev |      |

## Classifica finale
| Pos.    | Atleta                   | Nazione          |
| ------- | ------------------------ | ---------------- |
| Oro     | Mustafa Dağıstanlı       | Turchia          |
| Argento | Stančo Kolev             | Bulgaria         |
| Bronzo  | Vladimir Rubašvili       | Unione Sovietica |
| 4       | Tamiji Sato              | Giappone         |
| 5       | Jef Mewis                | Belgio           |
| 6       | Muhammad Akhtar          | Pakistan         |
| 7       | Abe Geldenhuys           | Sudafrica        |
| 8       | Mohamed Khadem Khorasani | Iran             |
| 9       | Louis Giani              | Stati Uniti      |
| 10      | Ahmed Sayed Kasim        | Iraq             |
| 10      | Georges Ballery          | Francia          |
| 12      | Jan Żurawski             | Polonia          |
| 12      | Roberto Vallejo          | Messico          |
| 12      | József Kellermann        | Ungheria         |
| 15      | Erkki Penttilä           | Finlandia        |
| 16      | Gang Jeong-Ho            | Corea del Sud    |
| 16      | Hans Marte               | Austria          |
| 18      | Stefanos Ioannidis       | Grecia           |
| 19      | Bert Aspen               | Gran Bretagna    |
| 19      | Christian Luschnig       | Germania         |
| 21      | Angelo Gelsomini         | Italia           |
| 21      | Mohammad Ibrahim Kederi  | Afghanistan      |
| 23      | Ernst Meinhard           | Svizzera         |
| 24      | Samuel Parker            | Australia        |
| 25      | Sunder Shiam             | India            |